# Потоп (фільм, 1974)
«Потоп» (пол. Potop) — польський історичний фільм режисера Єжи Гофмана, що вийшов 1974 року. В основу фільму лягла друга частина трилогії («Вогнем і мечем», «Потоп», «Пан Володийовський»). 1975 року отримав номінацію на «Оскар», як «Найкращий фільм іноземною мовою».

## Сюжет
Епічна панорама, охоплює період польсько-шведської війни 1655—1660 років. На тлі історичних подій йде розповідь про долю молодого хорунжого Анджея Кміциця, спершу знаного не стільки своєю військовою доблестю, скільки буйствами та розбоєм, а потім відзначився надзвичайною мужністю в битвах із загарбниками.
Складно складаються відносини головних героїв Анджея Кміциця та Оленьки Більович. Волею долі Кміциць зв'язаний присягою з відступником Гетьманом. Він опиняється в стані ворогів і змушений воювати проти своїх. Друзі вважають його зрадником, Оленька відмовляється від нього, а шведи прославляють. На частку Анджея випадають важкі душевні й фізичні страждання. Але ціною своїх ран, полону, героїчних подвигів йому вдається повернути собі батьківщину, кохану і друзів…

## Актори
- Даніель Ольбрихський — Анджей Кміциць
- Малгожата Браунек — Оленька Більович
- Тадеуш Ломницький — Міхал Володийовський
- Казімєж Віхняж — Ян Заглоба
- Владислав Ханьча — Януш Радзивілл
- Лешек Телешіньский — Богуслав Радзивілл
- Ришард Філіпський — Сорока
- Станіслав Михальський — Яромир Кокосіньский
- Казімеж Опаліньский — імператорський посол
- Веслав Голас — Стефан Чарнецький
- Кшиштоф Ковалевський — Рох Ковальський

## Нагороди
Номінований у 1975 році на Премію «Оскар» — Найкращий фільм іноземною мовою.